# Ahmad Dahlan

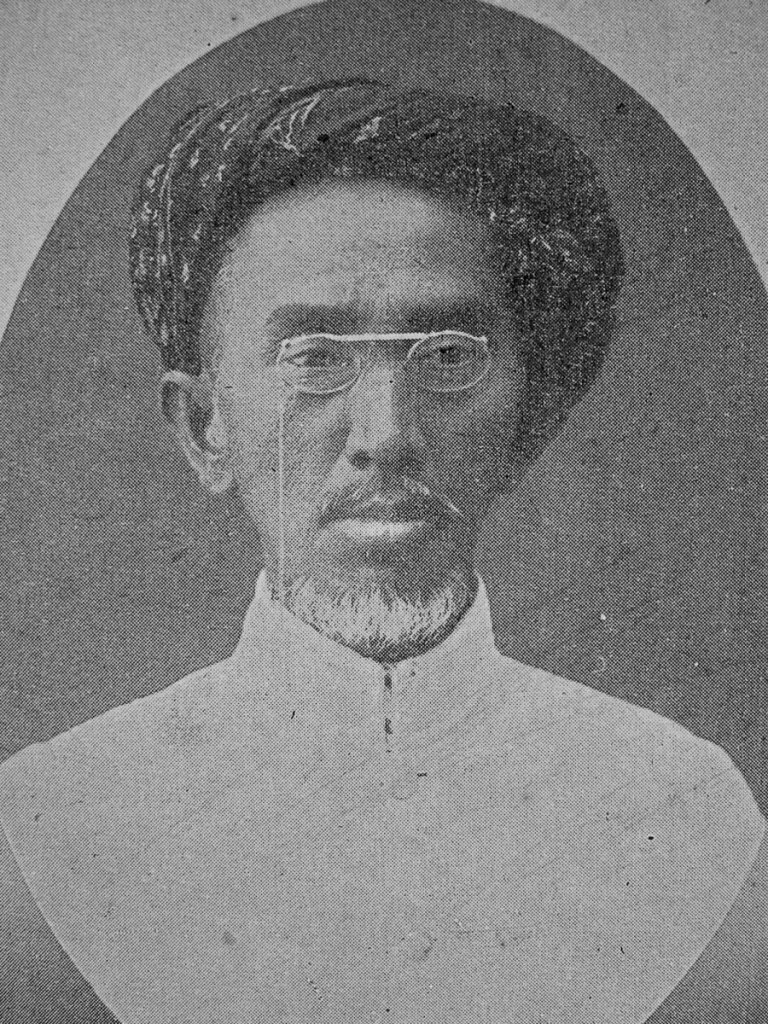
Retrato de Ahmad Dahlan

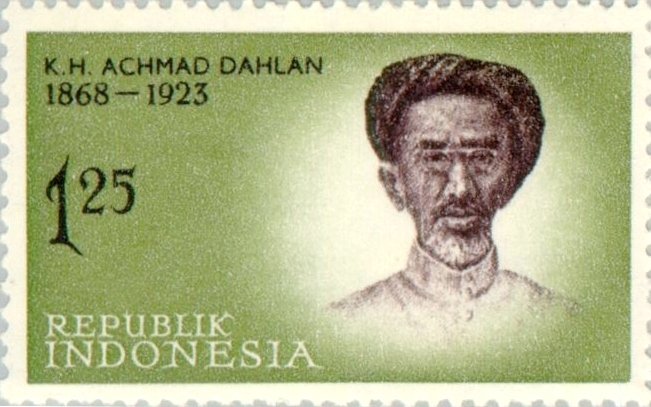
Sello de Indonesia, 1962

Kyat Haji Ahmad Dahlan (en árabe: أحمد دحلان;  ‎1 de agosto de 1868 - 23 de febrero de 1923), nacido como Muhammad Darwis, fue un evangelista indonesio islámico que fundó la Muhammadiyah en 1912.

## Educación
Muhammad Darwis, más conocido como Ahmad Dahlan, nació en el barrio musulmán de Yogyakarta detrás de la Gran Mezquita del Sultán de Yogyakarta. Su padre fue imán de la mezquita y Dahlan aprendió ese idioma de su padre. Fue descendiente de la 12.ª generación de Maulana Malik Ibrahim cuyo linaje se remonta a Mahoma. Es la creencia musulmana de que se debe recitar el Corán en su idioma original (sin embargo, se pueden utilizar las traducciones para las personas que no entienden árabe), pero en ese momento muy pocos indonesios sabían árabe, y eran los que podían considerarse personas de gran conocimiento. Dahlan fue enviado a un internado islámico o pesantren. Como una de sus cinco obligaciones como musulmán, fue en peregrinación a La Meca, donde estudió con Ahmad Khatib, el renombrado maestro religioso. Durante esta peregrinación, Dahlan se cambió el nombre de Muhammad Darwis a Ahmad Dahlan. Este último nombre fue otorgado por el syaikh de la escuela de derecho sufí, Sayyid Bakri Shatta. Dahlan se relacionó con los compañeros peregrinos indonesios de Célebes, Java Occidental, Minangkabau, Aceh y otras zonas de fuertes convicciones, lo que le ayudó tanto en la concepción de un interés común contra los colonos holandeses de Indonesia y la necesidad de purificar y renovar el islam en ese país.

## Muhammadiyah
Después de regresar a Java alrededor de 1888, se casó con la hija del jefe (imán) de la Gran Mezquita de Yogyakarta. Como uno de los grupos que se presentaban como modernistas, estaba interesado por el hecho de que muchas prácticas de Java no se justificaban por las escrituras islámicas y abogó por la creación de un Islam renovado más puro y acorde con el mundo moderno. También se interesó por los esfuerzos de los misioneros cristianos de Occidente. Se unió a Budi Utomo en 1909, con la esperanza de predicar la reforma a sus miembros, pero sus partidarios le instaban a crear su propia organización.
Creó Muhammadiyah en 1912 como una organización educativa como medio de realización de sus ideales reformistas. Los comerciantes y artesanos se unieron rápidamente. En 1917 se añadió una sección femenina denominada Aisyiyah, que desempeñó un papel importante en la modernización de la vida de las mujeres de Indonesia. Tras extenderse por las Islas Exteriores, Muhammadiyah creó una base fuerte en Célebes solo una década más tarde, después de haberse fundado. Fue una de las varias organizaciones indígenas de Indonesia fundadas en las tres primeras décadas del siglo XX; época conocida como la del Renacimiento Nacional de Indonesia; que fue clave en el establecimiento del nacionalismo indonesio, y en última instancia de su independencia. Actualmente, con 20 millones de miembros, es la segunda mayor organización musulmana de Indonesia después de Nahdlatul Ulama.
Ahmad Dahlan falleció a los 54 años de edad en Yogyakarta.